# Jorge Vivaldo
Jorge Antonio Vivaldo (Luján, 18 de fevereiro de 1967) é um ex-futebolista e treinador de futebol argentino que atuava como goleiro. Atualmente, treina o Villa San Carlos.

## Carreira
Vivaldo iniciou a carreira profissional quando já tinha 22 anos, no Arsenal de Sarandí. Seu primeiro momento de destaque foi no acesso do Colón à primeira divisão nacional em 1995.
Tendo jogado ainda por Deportivo Español, Chacarita Juniors e Olimpo, esteve próximo de assinar com o Boca Juniors em 2004 por indicação de Carlos Bianchi, porém o acordo foi bruscamente encerrado após o goleiro participar de um programa de televisão - José Beraldi, integrante da direção dos Xeneizes, afirmou que o clube não pretendia contratar Vivaldo, então com 37 anos, embora admitisse um acordo verbal entre ele e Bianchi. De volta ao Chacarita no mesmo ano, evitou o rebaixamento dos Funebreros à Primera B Metropolitana.
Até sua aposentadoria, vestiu as camisas de Tiro Federal, Independiente Rivadavia, Temperley, Unión de Del Viso e Atlético Pilar.

## Treinador
El Flaco virou treinador em 2009, pouco depois de encerrar sua carreira profissional. Passou também por CAI de Chubut, Tristán Suárez, Comunicaciones (2 passagens), Sud América (Uruguai), Villa Dálmine, Atlético Huila (Colômbia), Villa San Carlos e Chacarita Juniors, voltando ao Villa San Carlos em 2019.

## Títulos
Independiente Rivadavia
- Torneo Argentino A: 1 (2006–07)

## Links
- Jorge Vivaldo - BDFA.com.ar (em castelhano)